# Amelia City
Amelia City est une communauté non incorporée du comté de Nassau en Floride.
Amelia City est situé dans la partie sud d'Amelia Island. C'est une des deux communautés de l'île, l'autre étant Fernandina Beach.